# أسواق مراكش

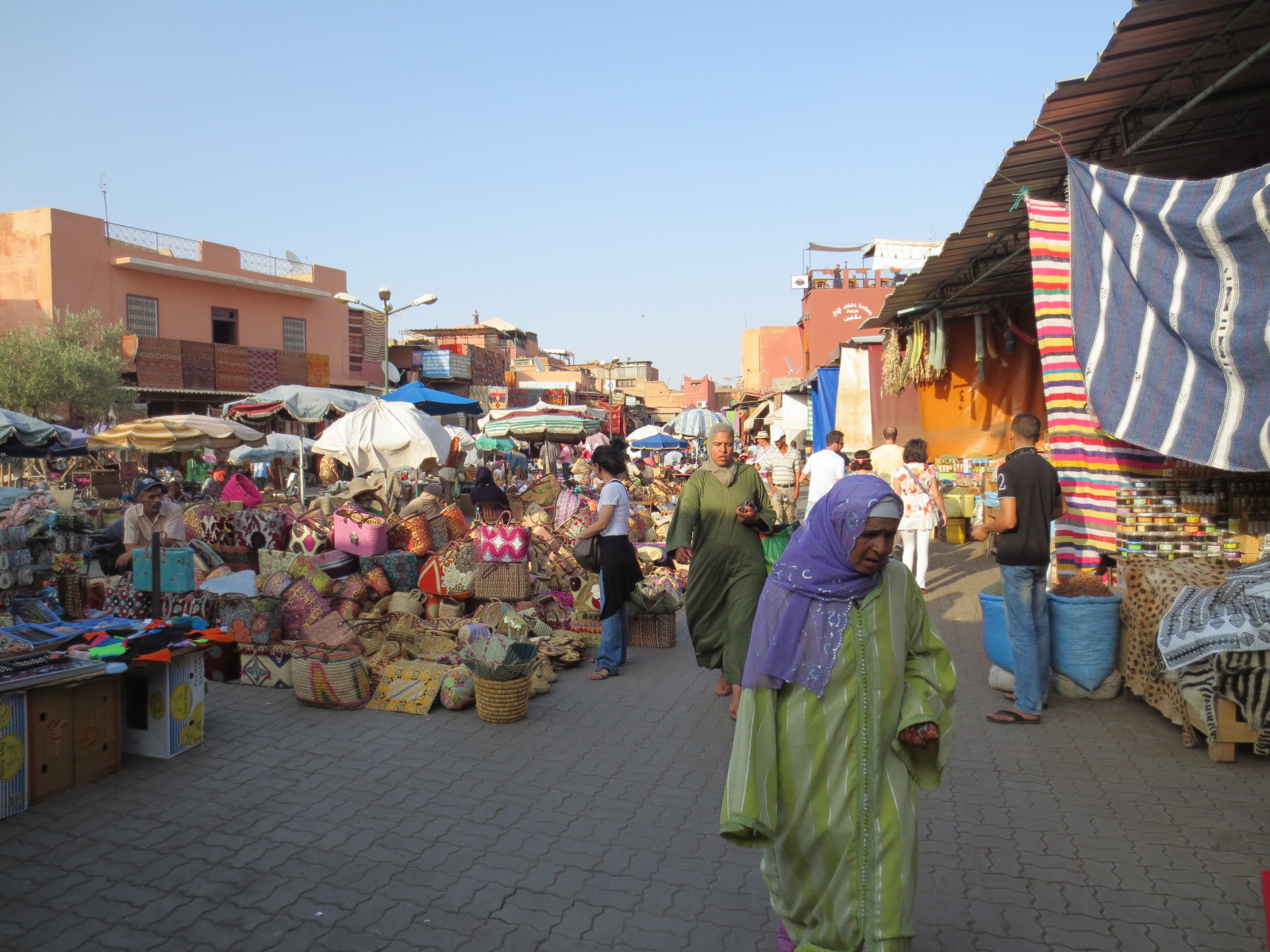
سوق مراكش

تعتبر الأسواق التقليدية لمدينة مراكش المغربية أحد الأماكن الرئيسية للتجارة والسياحة في المغرب.

## التاريخ
مراكش هي مركز تاريخي للتجارة عن طريق القوافل في المغرب.
أسواق المدينة العتيقة لمراكش هي متاهات حقيقية من الأكشاك وورش العمل الحرفية، تنظمها الأحياء والحرف وتجمع أكثر من 2600 حرفي مغربي لحوالي عشرين شركة. يمتد السوق الرئيسي في وسط المدينة، من شمال ساحة جامع الفنا الشهيرة إلى مدرسة بن يوسف. الممرات المركزية التي تعبر الأسواق مخصصة لأكشاك البيع، ويتواجد بها الحرفيين الذين يعملون في الأزقة المجاورة.
يقوم التجار والحرفيون المحليون بصنع وبيع منتجاتهم من الحرف التقليدية المغربية، مثل: المجوهرات، المزهريات، أباريق الشاي، الفوانيس، المراجل، الصواني، السجاد، الجلد، مستحضرات العناية بالجسم، الملابس، الأقمشة، الفخار، العطور، الطعام، الحلويات المغربية، التوابل، إلخ.

## تنظيم الحرف اليدوية في الأسواق
تم تنظيم كل تجارة وتأسيسها تاريخيًا في منطقة محددة من المدينة العتيقة، في شكل شركات ذات قواعد صارمة وتسلسل هرمي مهني. ينهي المُتدرّبونالتدريب المهني على تجارتهم من خلال صنع قطعة من إبداعهم، يتم الحكم عليها من قبل لجنة من "المعلمين"، والحرفيين الرئيسيين وأساتذة التلمذة الصناعية، وهم الأوصياء على الحرف اليدوية التقليدية. يمكنهم بعد ذلك أن ينطلقوا بمفردهم ويصبحوا حرفيين.
على رأس كل مهنة، هناك "أمين"، وهو رجل حكيم يتمتع بالثقة، يُنتخب ديمقراطياً من قبل أقرانه لفترة غير محددة، ويحترمه جميع أعضاء مؤسسته. يعمل كوسيط وموفق لتسوية أي نزاع قد ينشأ بين الأعضاء، أو بين الأعضاء والموردين والعملاء، وذلك وفقًا لقانون غير مكتوب لا يشكك فيه أحد.

## أسواق مراكش
- سوق الحياك: سوق النسيج والملابس.
- سوق العطارين: سوق الأدوات النحاسية والبقالة.
- سوق الشراطين: سوق الجلود والسروج.
- سوق الشواري: سوق ناسجي السّلل والخراطة الخشبية.
- سوق الذهيبية: سوق بائعي المجوهرات.
- سوق الدّلالة: سوق الجلابة للمزادات.
- السوق الكبير: سوق المصنوعات الجلدية.
- سوق الوسطاط: سوق الأقمشة والصوف وغيرها.
- سوق الفخارين: سوق صانعي الفخّار.
- سوق الحدادين: سوق الحدادين.
- سوق الكسّابين: سوق البهارات والتوابل، وصناعة السِّلال.
- سوق المنخل: سوق للثريات والمصابيح والحديد المطاوع.
- سوق مولاي علي: به ورش عمل متنوعة.
- سوق النّجارين: مُخصّص للنجارين.
- سوق ربيعة: سوق مُخصّص للسجاد.
- سوق الصباغين: مُخصّص للصباغين.
- سوق السماطة: سوق للنعال.
- سوق الزربية: سوق المصنوعات الجلدية، والقفطان والسجاد.